# Franz von Mercy

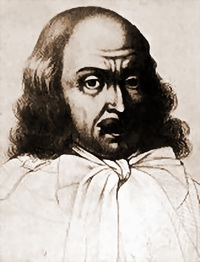
Franz von Mercy

Franz Freiherr von Mercy, Herr zu Mandre und Collenberg (* 1597 in Longwy, Lothringen; † 3. August 1645 in Alerheim) war kaiserlicher und kurbayerischer Kriegsrat, Generalfeldmarschall, Kämmerer und Statthalter zu Ingolstadt, und ab 1643 Oberbefehlshaber der bayerischen Armee im Dreißigjährigen Krieg. Mercy gilt als einer der fähigsten Heerführer seiner Zeit, ihm gelangen große Erfolge gegen französische Heere, die er mehrfach am Einfall in Süddeutschland hinderte und über den Rhein zurückdrängte.

## Leben und Wirken
Mercy wurde um 1597 in Longwy geboren und entstammte einem alten lothringischen Adelsgeschlecht. Als seine Eltern gelten Pierre Ernest de Mercy († 1619), Gouverneur von Longwy und Kammerherr des Herzogs Karl. III von Lothringen, und Judith du Hautoy († nach 1666), Tochter eines französischen Kammerherrn. Mercy war das zweitälteste Kind und hatte wohl insgesamt neun Geschwister. Zwei Brüder erreichten ebenfalls hohe Ränge in der kaiserlichen oder bayerischen Armee, der ältere Bruder Heinrich (* 1596; † 1656/59) stieg im kaiserlichen Militärdienst bis zum Feldmarschallleutnant auf, während der jüngere Bruder Kaspar häufig gemeinsam mit oder unter Franz diente und 1644 als kurbayerischer Generalwachtmeister vor Freiburg fiel. Andere jüngere Brüder waren Maximilian, der dem Benediktinerorden beitrat, Ludwig (* 1614), der 1633 als Hauptmann bei der Verteidigung von Konstanz tödlich verwundet wurde, und Pierre Ernest (II., * 1617), Abbé des Klosters Acey. Über die weiteren Brüder Anton und Errard sowie die beiden Schwestern ist wenig bekannt.

### Frühe Karriere

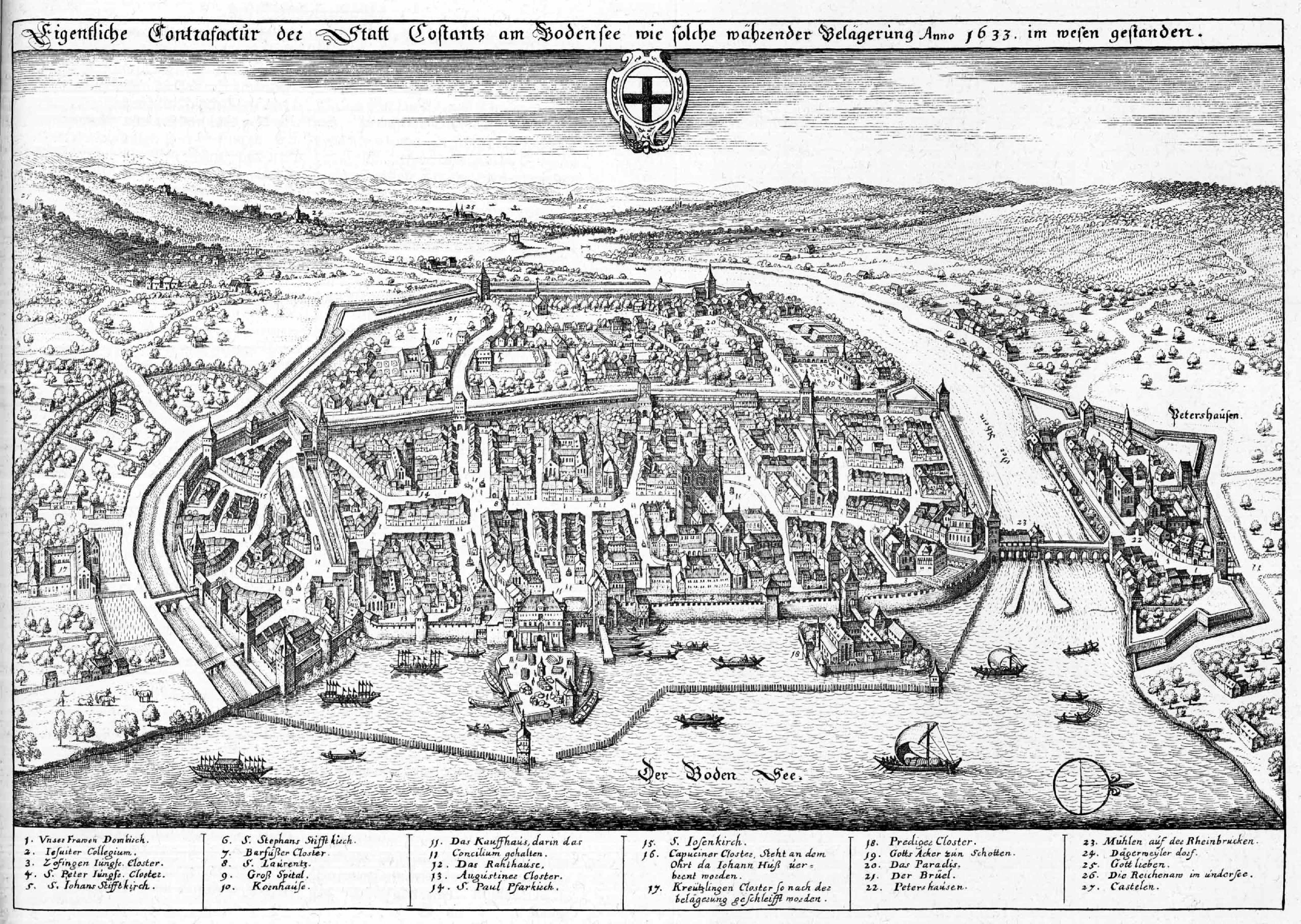
Konstanz widerstand im Jahr 1633 unter Mercys Führung einer schwedischen Belagerung

Schon in jungen Jahren begann Mercy seinen Waffendienst wohl im Heer der Katholischen Liga, womöglich unter dem späteren Herzog Karl IV. von Lothringen, und wechselte in den Anfängen des Dreißigjährigen Kriegs in kaiserliche Dienste. Um 1625 war Mercy Hauptmann im Regiment des Obristen Hannibal von Schauenburg geworden und hatte einen Hof in der Reichsstadt Gengenbach erworben, 1626 wurde er als Kammerherr des Erzherzogs Leopolds V. von Tirol bezeichnet. 1631 kämpfte er als Obristwachtmeister mit Auszeichnung in der Schlacht bei Breitenfeld nahe Leipzig, in der die Kaiserlichen jedoch eine schwere Niederlage erlitten und Mercy selbst verwundet wurde. 1633 war er Obrist eines Regiments in Konstanz, das er erfolgreich gegen Angriffe der Schweden unter Gustaf Horn verteidigte. Für seinen am 6. Oktober 1633 kurz nach dem letzten Sturmangriff der Schweden im Alter von 19 Jahren an seinen Verletzungen gestorbenen Bruder Ludwig ließ Franz von Mercy ein heute noch erhaltenes, kunstvolles Bronzeepitaph im Konstanzer Münster anfertigen.
Am 2. März 1634 geriet Mercy in einem Gefecht bei Thann gegen den Rheingrafen Otto Ludwig von Salm-Kyrburg-Mörchingen für kurze Zeit in feindliche Gefangenschaft. Bald darauf wurde er ausgetauscht und konnte von April an monatelang die Stadt Rheinfelden gegen ein schwedisches Heer unter dem Befehl des Rheingrafen halten. Mercy übergab die Stadt erst am 29. August gegen freien Abzug der Garnison dem Feind, nachdem seinen Verteidigern der letzte Proviant ausgegangen und eine Hungersnot ausgebrochen war. Durch seine lange Verteidigung Rheinfeldens und das folgende zögernde Aufbrechen des Rheingrafen kam dieser zu spät in Nördlingen an, um die dortige Niederlage noch abzuwenden.
Von 1635 bis 1638 diente Mercy als Generalwachtmeister in der Armee Karl von Lothringens im Elsass und der Freigrafschaft Burgund, um im später als Zehnjährigen Krieg bezeichneten Teilkonflikt des Dreißigjährigen Kriegs die dortigen habsburgischen Gebiete zu verteidigen. Im Jahr 1636 plante das in Lothringen und Burgund stationierte kaiserliche Heer unter Matthias Gallas von Süden her einen Angriff auf Paris, wurde dabei jedoch von französischen Truppen unter Bernhard von Sachsen-Weimar aufgehalten. Mercy nahm im Zuge dieser Kämpfe an der Belagerung von Colmar, am erfolgreichen Entsatz des französisch belagerten Dole 1636 und an der 1637 gegen Bernhard von Sachsen-Weimar verlorenen Schlacht bei Gray teil.

### In Bayerischen Diensten

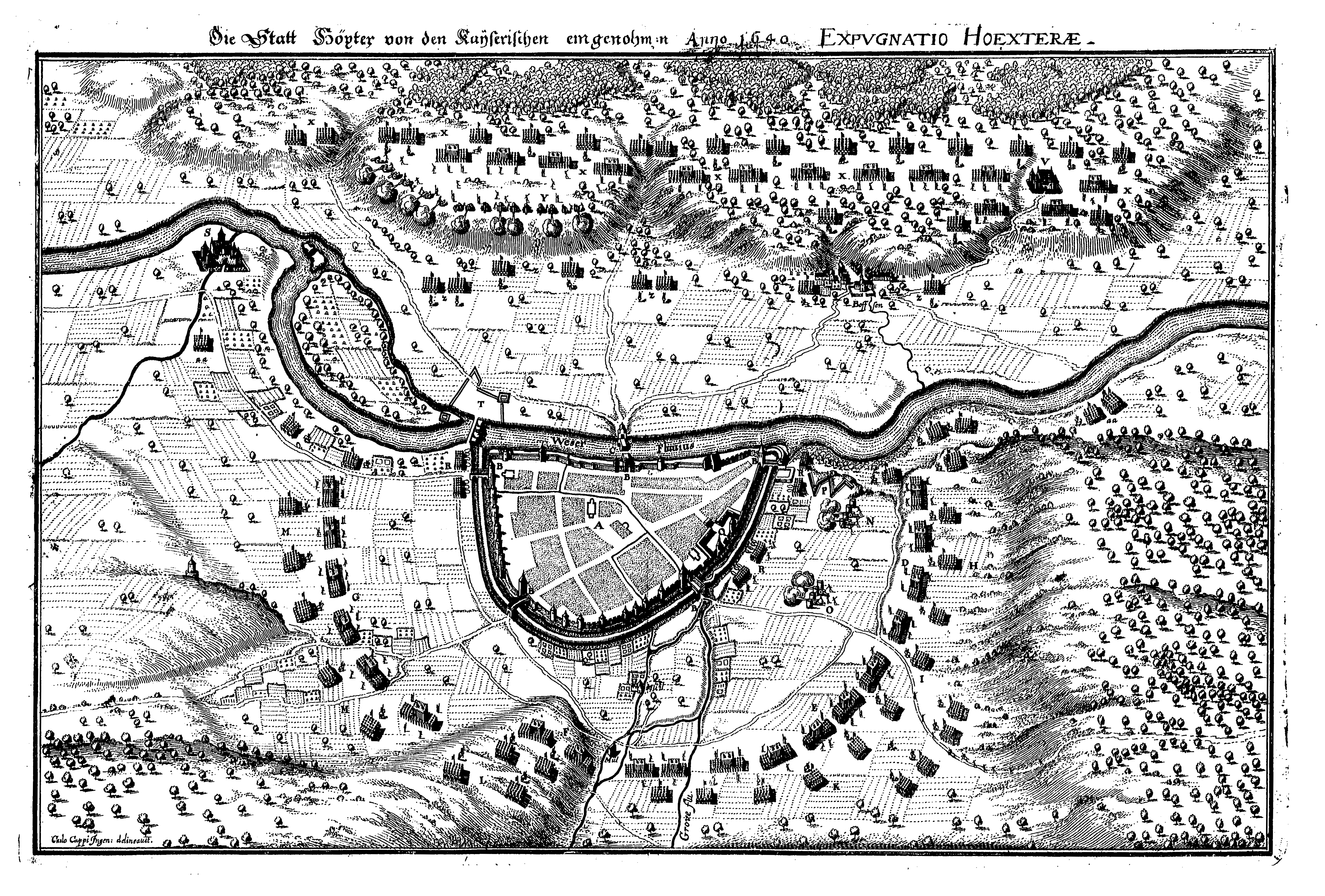
Die Einnahme Höxters zum Abschluss des Feldzugs 1640

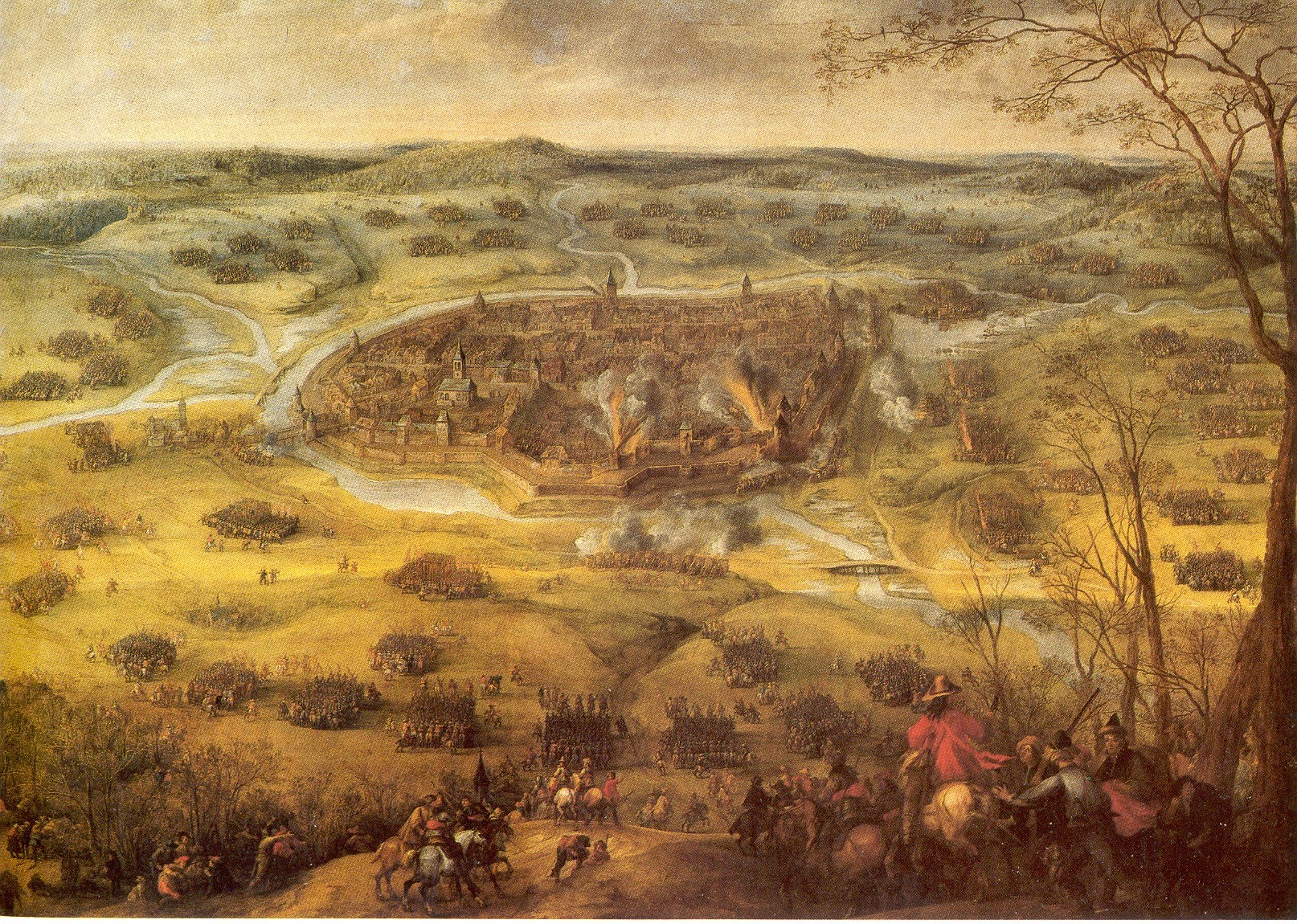
Die Belagerung Neunburgs im Jahr 1641

Ende September 1638 trat Mercy im Range eines Generalfeldzeugmeisters in bayerische Dienste. Anfang 1639 stand er mit seinen Truppen bei Reutlingen, von wo aus er im Juli nach Hüfingen zog, um die Belagerung der Festung Hohentwiel durch die verbündeten Kaiserlichen unter Geleen abzuschirmen. Am 30. Juli eroberte Mercy Blumberg, danach inspizierte er den Hohentwiel, den er als in einem direkten Angriff uneinnehmbar einschätzte. Als ein französisch-weimarisches Heer unter Henri II. d’Orléans-Longueville die Pfalz angriff, zogen Mercy und Geleen ihm nach Norden entgegen. Bei Speyer gingen sie über den Rhein und verschanzten sich. Nachdem Kavallerieüberfälle auf Franzosen und Weimarer erfolglos blieben, rückten diese im November nach Norden in den Rheingau ein. Kaiserliche und Bayern folgten ihnen und warfen den Gegner wieder über den Rhein zurück. Dabei konnten sie bis zu 1500 gegnerische Soldaten gefangen nehmen. Weil Grundeis den Bau einer Schiffsbrücke verhinderte und in der verheerten linksrheinischen Pfalz kein Proviant zu erwarten war, beendeten Mercy und Geleen ihre Operationen mit der Rückeroberung von Alzey und Bacharach durch kleinere Heeresabteilungen, während ein Großteil ihrer Truppen nach Württemberg in Winterquartiere ging.
Im Frühjahr 1640 verstärkte Mercy das kaiserliche Hauptheer unter Erzherzog Leopold Wilhelm und Ottavio Piccolomini gegen die Schweden unter Johan Banér, die sich auf dem Rückzug aus Böhmen an der Saale mit den Weimarern sowie den Hessen unter Melander und den Lüneburgern unter Klitzing vereinigt hatten. Mercy marschierte aus Franken heran und erreichte Ende Mai Hildburghausen. Als sich die Gegner nach Südwesten wandten, konnten Kaiserliche und Bayern unmittelbar vor ihnen Neustadt an der Saale besetzen und damit am Eindringen in Franken hindern. Die Schweden und ihre Verbündeten gingen im Juli entlang der Werra bis nach Eschwege zurück. Kaiserliche und Bayern rückten im August über Hersfeld nach Fritzlar vor, ihre Gegner weiter zurückdrängend bis nach Wildungen. Nachdem sie im September auch durch Melchior von Hatzfeldt und Mercys Oberbefehlshaber Joachim Christian von der Wahl aus Westfalen sowie durch Geleen vom Rhein aus verstärkt wurden, drängte Erzherzog Leopold Wilhelm auf eine Hauptschlacht gegen die Gegner. Da diese einer Schlacht auswichen, rückte der Erzherzog vor Höxter, das er Anfang Oktober einnahm. Erschöpfung der eigenen Armee und Mangel an Proviant führten dazu, dass Kaiserliche und Bayern einen Großteil ihrer Truppen wieder über Hessen zurückzogen. Mercy verteilte seine Truppen über den Winter im Südwesten Deutschlands und nahm sein Hauptquartier in Dinkelsbühl.
Im Januar 1641 hatte Mercy die Aufgabe, mit seinen Truppen den Reichstag in Regensburg vor einem Angriff der Schweden unter Banér zu schützen, nachdem ein schwedischer Stoßtrupp die vereiste Donau hatte überwinden können. Als das schwedische Hauptheer aus dem Norden eintraf, war die Eisdecke der Donau jedoch überraschend aufgetaut und es musste den Rückzug antreten. Bei der Verfolgung der Schweden nach Böhmen traf der kaiserlich-bayerische Vortrab unter Mercys Bruder Kaspar bei Neukirchen auf die schwedische Nachhut unter Erik Slang, die Kaspar nach Neunburg vorm Wald werfen und dort einschließen konnte, wo das kaiserlich-bayerische Heer unter Piccolomini und Franz von Mercy anschließend die Schweden gefangen nahm. Banér selbst konnte knapp vor Mercy und Piccolomini über den Preßnitzer Pass nach Sachsen entkommen. Weiter auf den Fersen der Schweden, musste Mercy am 1. Mai in Zeitz das Kommando an seinen Vorgesetzten Wahl übergeben. Die Schweden schlossen sich ohne den auf dem Weg verstorbenen Banér dem lüneburgischen Belagerungsheer vor Wolfenbüttel an. Kaiserliche und Bayern rückten zum Entsatz der Festung an. In einem Hinterhalt nahm Mercy am 28. Juni 500 Belagerer gefangen. Am nächsten Tag befehligte er den linken Flügel in der Schlacht gegen Schweden, Weimarer und Lüneburger, die sich aber nicht aus ihren Stellungen vertreiben ließen. Erst nachdem Kaiserliche und Bayern zahlreiche Städte im Umland eingenommen hatten, gaben ihre Gegner im September die Belagerung Wolfenbüttels auf. Nach der Einnahme Einbecks und der vergeblichen Belagerung Göttingens ging das kaiserlich-bayerische Heer im November in Winterquartiere.
1642 nahm Fürst Ludwig I. von Anhalt-Köthen Franz von Mercy unter dem Gesellschaftsnamen Der Anzeigende in die Fruchtbringende Gesellschaft auf. Zur gleichen Zeit wurden auch andere kaiserliche und bayerische Generäle wie Piccolomini und Kaspar von Mercy in die Gesellschaft aufgenommen, maßgeblich wohl dadurch begründet, dass die anhaltinischen Fürstentümer in dieser Zeit Aufmarschgebiet der kaiserlichen Truppen waren, die bis Anfang 1642 vom bayerischen Heer begleitet wurden, und der Fürst sich davon eine schonendere Behandlung des Landes versprach. Nach der Trennung von den Kaiserlichen erhielt Franz von Mercy den Befehl über die in Schwaben stehenden bayerischen Truppen. Im Laufe des Jahres 1642 gelang es ihm, die gegnerischen Truppen aus Schwaben und Teilen des Breisgaus bis hin zu den Waldstädten zu vertreiben.

### Bayerischer Oberbefehlshaber gegen Turenne und Enghien

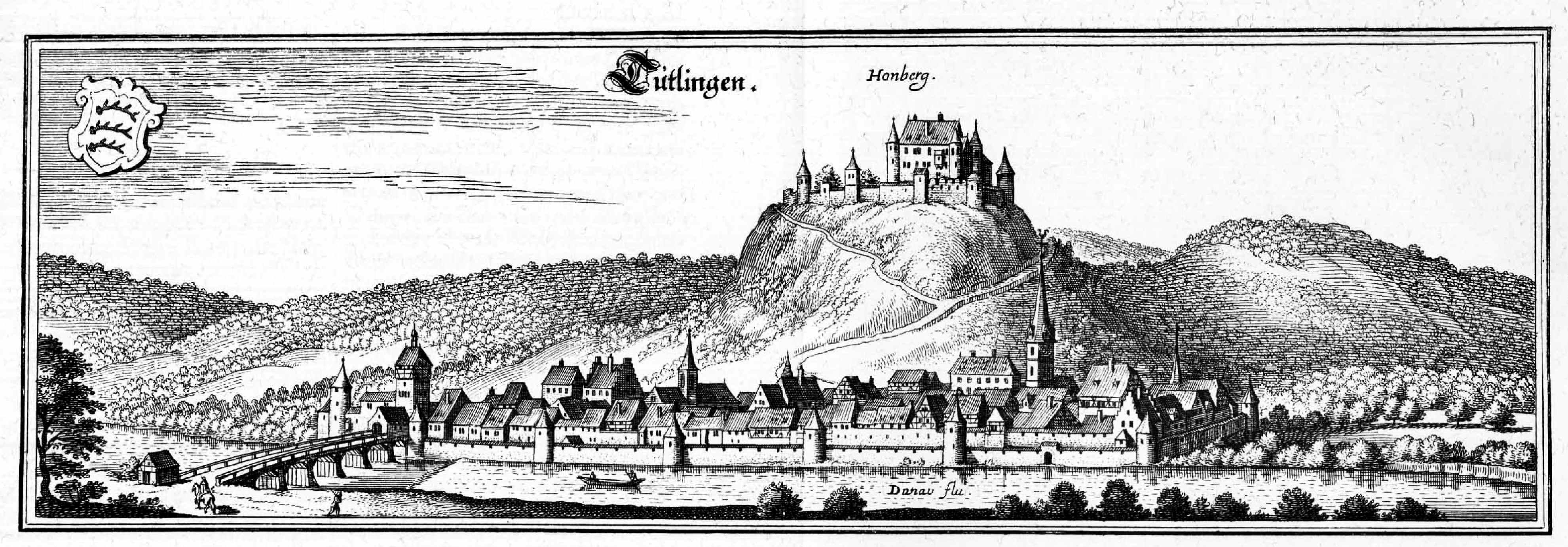
Bei Tuttlingen geriet 1643 fast das gesamte gegnerische Heer in Mercys Gefangenschaft

Im folgenden Jahr 1643 hinderte Mercy die Armee der Weimaraner unter dem französischen Marschall Guébriant an einem Einfall in Bayern, am 31. Mai wurde Mercy für seine Leistungen zum Feldmarschall ernannt. Als Nachfolger des gesundheitlich angeschlagenen Wahl übernahm er auch den Oberbefehl über die gesamte bayrische Armee. Am 24. November 1643 befehligte Mercy ein vereinigtes Heer der Bayern zusammen mit Kaiserlichen unter Melchior von Hatzfeldt und Lothringern unter Herzog Karl, das in der Schlacht bei Tuttlingen die weimaranischen Truppen unter Befehl des Generals Rantzau in ihren Quartieren überfiel und dabei nahezu das gesamte feindliche Heer vernichtete.
Im Mai 1644 belagerte er erfolgreich Überlingen, während er gleichzeitig ein Blockadekorps vor die Festung Hohentwiel legte. Das gegnerische Heer der Weimaraner war inzwischen von Turenne übernommen und verstärkt worden, der den Rest der bei Tuttlingen schwer geschlagenen Truppen wieder kampffähig machen sollte. Turenne rückte während der Belagerung Überlingens vom linken Rheinufer aus in Richtung Neustadt und Hüfingen vor, schlug dort Mercys Bruder Kaspar, zog sich am 8. Juni aber wieder über den Rhein in die Gegend um Colmar zurück. Mercy brach daraufhin die Blockade des Hohentwiels ab und folgte Turenne bis nach Freiburg, das seit 1638 französisch besetzt war. Das bayerische Heer begann, die Stadt zu belagern, während Turennes Weimaraner erst bei Breisach, dann bei Krozingen lagerten, mit 10.000 Mann nicht stark genug, um Mercy anzugreifen. Die Franzosen schickten im Juli Louis d’Enghien (später bekannt als Le Grand Condé) von Sedan aus los, um Turenne zu unterstützen und das weitere Vorrücken der Bayern zu verhindern. Am 29. Juli übergab der französische Kommandant Freiburg an Mercy, als Enghien gerade bei Zabern stand.

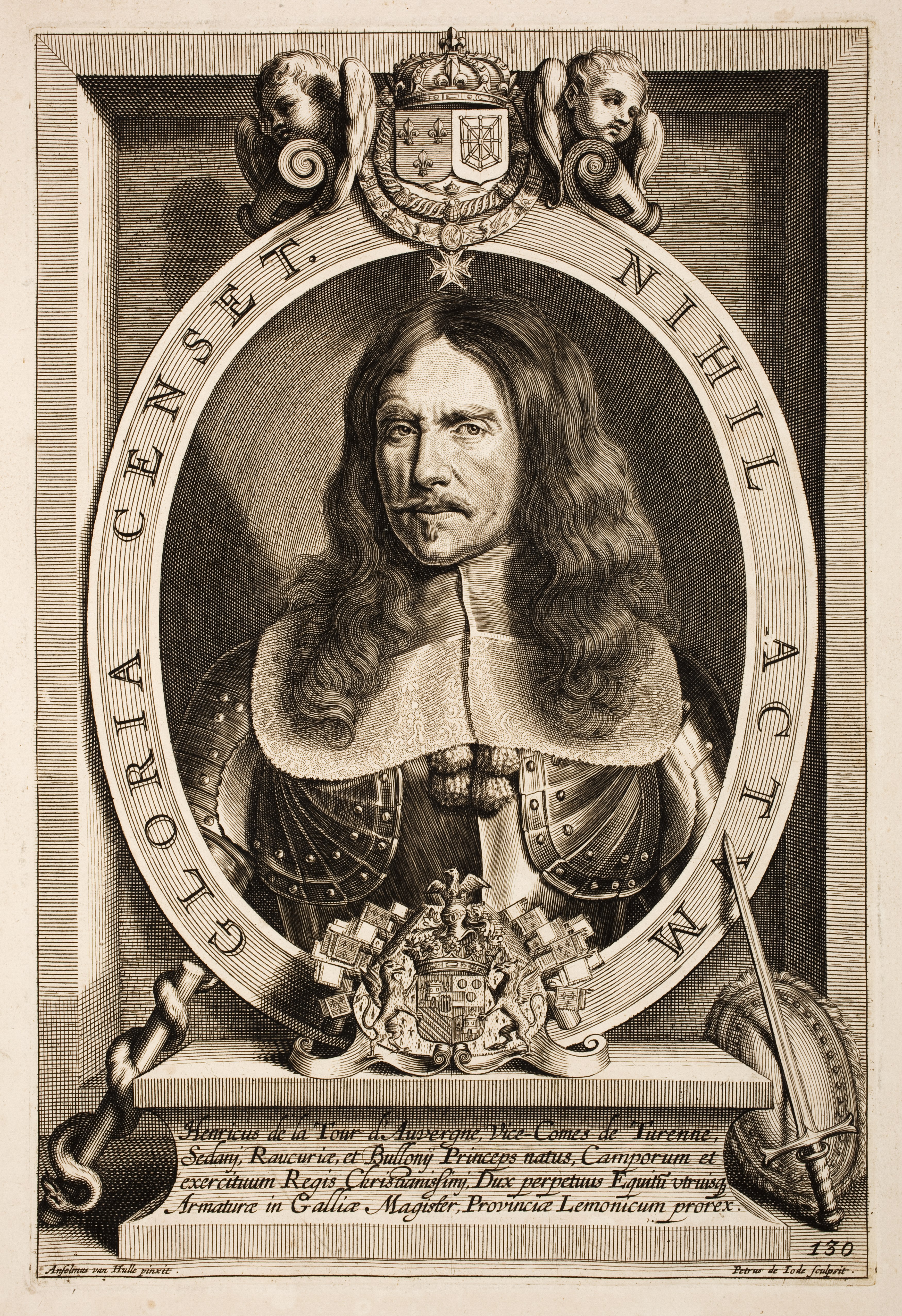
Henri de La Tour d’Auvergne, vicomte de Turenne

Turenne und Enghien vereinigten ihre Truppen erst am 1. August bei Krozingen und rückten nun mit einer Übermacht gegen Mercy vor. Diesem gelang es mit seinen Truppen in der Schlacht bei Freiburg im Breisgau vom 3. bis 5. August 1644, die unter dem Oberbefehl Enghiens stehende französisch-weimarische Armee abzuwehren und Freiburg zu halten. Die bayerischen Truppen verteidigten sich zuerst am Bohl, einem befestigten Bergausläufer bei Ebringen, in der Nacht zum 4. August setzten sie sich von den Gegnern unbemerkt auf den Lorettoberg über Freiburg ab und errichteten in enormen Tempo neue Befestigungen. Die Franzosen wurden bei ihrem letzten Angriff am 5. August von Kaspar von Mercy zurückgeschlagen, der dabei jedoch ums Leben kam. Nach drei Tagen Ruhe entschied sich Enghien am 9. August gegen Turennes Rat, nicht weiter Freiburg anzugreifen, sondern ins Glottertal zu marschieren, um Franz von Mercy von seinen rückwärtigen Verbindungen abzuschneiden. Mercy erkannte das französische Vorhaben und setzte sich mit seinen Truppen rechtzeitig über Eschbach nach St. Peter ab, wo Mercys Nachhut am 10. August die Spitze der weimaranischen Armee unter General Rosen abwehrte. In der Folge zog Mercy über den Schwarzwald nach Heilbronn, während Turenne und Enghien in die Rheinebene gingen, um die kaiserliche Festung Philippsburg zu belagern. Taktisch waren die verlustreichen Gefechte um Freiburg ein Erfolg Mercys, der die eroberte Stadt behauptete und mit seinem Heer einer Übermacht seiner Gegner standhielt. Strategisch gewannen die Franzosen einen Vorteil, als sie in der Folge in die schwach verteidigte Rheinebene einfielen und sie bis zum Herbst 1644 weitestgehend unter ihre Kontrolle brachten.
Mercy hatte sich am 8. September gerade bei Neckarsulm mit den Kaiserlichen unter Hatzfeldt vereinigt, als Philippsburg sich den Franzosen ergab. Eine von Mercy nach Mainz geschickte Vorausabteilung konnte auch die Übergabe dieser Stadt durch das Domkapitel am 17. September nicht mehr rechtzeitig verhindern. Fast alle Garnisonen am Rhein zwischen Philippsburg und Koblenz mit Ausnahme des spanisch besetzten Frankenthals ergaben sich den Franzosen. Die bayerischen Truppen eroberten bis Ende des Jahres 1644 nur noch das rechte Rheinufer mit Mannheim am 17. Oktober und Höchst am Main am 7. November zurück. Mit letzterem konnte die Verbindung mit den Verbündeten in Kurköln und den spanischen Niederlanden wieder gesichert werden.

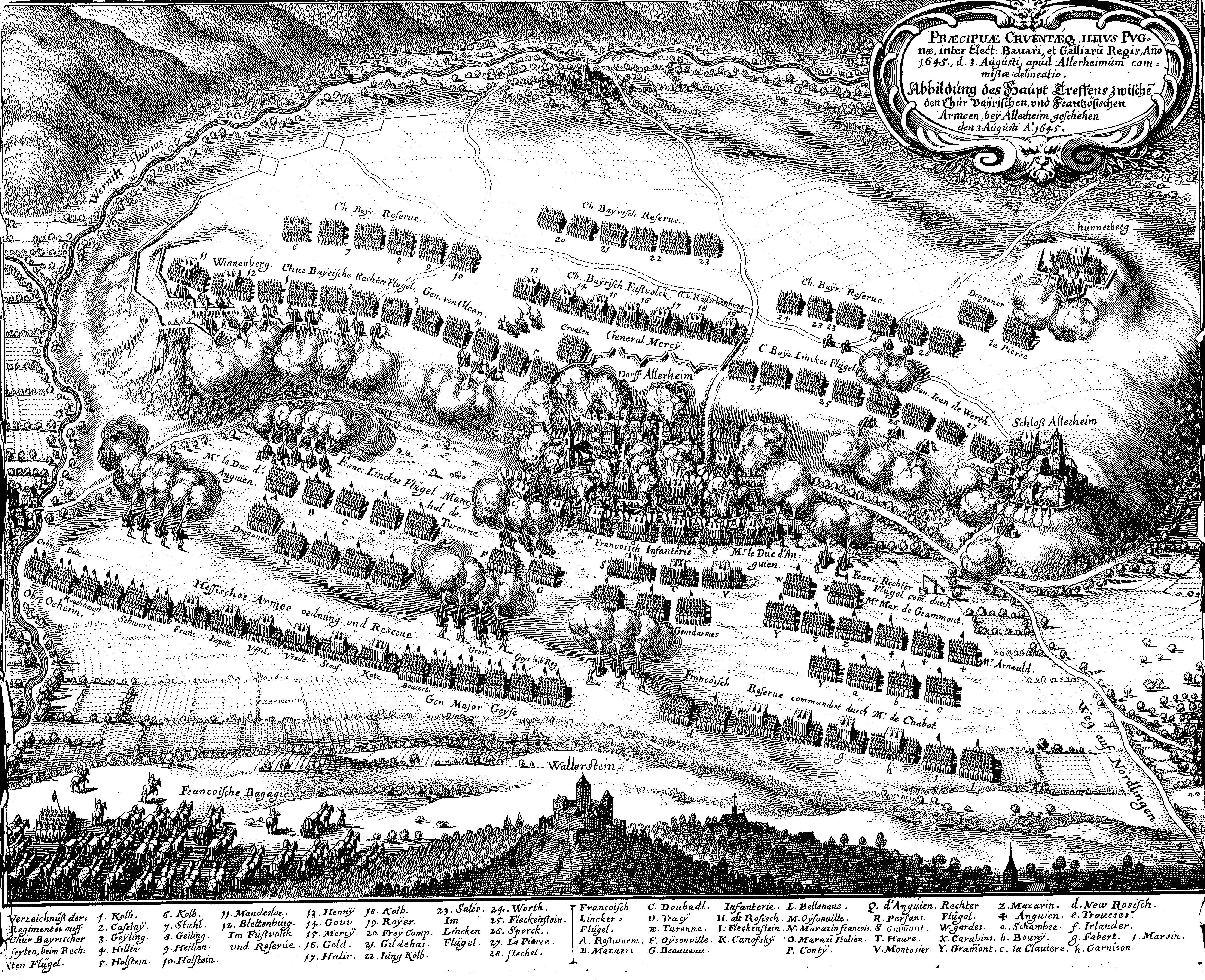
In der Schlacht bei Alerheim kam Mercy ums Leben

Im nächsten Jahr war die kaiserlich-bayerische Armee unter Mercys Oberbefehl auch in der Schlacht bei Herbsthausen vom 5. Mai 1645 erfolgreich, in der Turenne eine seiner wenigen Niederlagen überhaupt erlitt. In der Schlacht bei Alerheim bei Nördlingen ereilte Mercy am 3. August 1645 der Tod durch eine Musketenkugel, als er Verstärkungen in den Brennpunkt des Geschehens führte. Sein Leichnam wurde auf einem Artilleriewagen zunächst nach Donauwörth und am nächsten Tag nach Ingolstadt gebracht. Der gefangene französische Marschall Gramont berichtet voller Staunen vom überschwänglichen Empfang, der Mercy von der Bevölkerung der Stadt bereitet wurde, die vor die Tore geeilt war. Er war in Ingolstadt, wo er Festungskommandant und Statthalter gewesen war, sehr beliebt und hoch angesehen.
Franz Freiherr von Mercy galt im Gegensatz zu anderen Heerführern des Dreißigjährigen Krieges als bescheiden und uneigennützig. Kurfürst Maximilian, der über Mercys Tod erschüttert war, wies seiner Witwe als Wohnsitz die Stadt und als Unterhalt die gesamten Einkünfte der Statthalterei Ingolstadt an. Das Regiment Mercy übertrug er dem erstgeborenen kleinen Sohn Max Leopold, das Kommando ging an den Obristleutnant Johann Burkard von Elter, einen Vetter Franz von Mercys, der ebenfalls mit einer Bonn von Wachenheim verheiratet war, wahrscheinlich eine Schwester von Mercys erster Ehefrau.

## Familie
Mercy war insgesamt dreimal verheiratet. Seine erste Frau war Anna Margareta Bonn von Wachenheim, die bis mindestens 1628 lebte. 1630 heiratete Mercy seine zweite Frau Anna Margareta von Schauenburg, eine Tochter des Landvogts der Ortenau, Johann Rainer von Schauenburg, und Nichte von Mercys damaligem Vorgesetzten Hannibal von Schauenburg. Anna Margareta von Schauenburg starb 1636 in Besançon, während ihr Mann in Burgund kämpfte. Die dritte und letzte Ehefrau Maria Magdalena von Flachsland heiratete er 1638, sie sollte ihren Mann überleben.
Die Tochter Claudia (* 1631; † 5. Mai 1708) aus Mercys zweiter Ehe heiratete am 14. November 1649 den kurbayerischen Hofmeister Graf Bonaventura von Fugger (1619–1693). Alle drei überlebenden Söhne Mercys traten in den Militärdienst ein. Der älteste Sohn Max Leopold war 1678 kaiserlicher Generalfeldwachtmeister, bei ihm ist unklar, aus welcher Ehe er stammt. Gesichert aus der dritten Ehe stammt der zweite Sohn Peter Ernst von Mercy (* ca. 1640 † 1686), der im Großen Türkenkrieg fiel. Dessen Sohn war der Feldmarschall und Banater Landesadministrator Claudius Florimund Mercy, der 1734 starb und als letzter männlicher Nachfahre Franz von Mercys galt. Postum wurden 1645 die Zwillinge Ferdinand Franz und Anna Franziska geboren. Ferdinand Franz starb 1683 als Kommandant der bayerischen Festung Ingolstadt an den Folgen des Feldzuges zum Entsatz von Wien. Anna Franziska († 1707) heiratete den Breisgauer Freiherrn Johann Erhard Maria von Falkenstein und war Mutter des Csanáder Bischofs Adalbert von Falkenstein und des Generals der Kavallerie Franz Leopold von Falkenstein.

## Mercy als Befehlshaber
Mercy zeichnete sich durch die Raschheit seiner Entschlüsse und durch seine Ruhe aus. Sein Zeitgenosse und Gegner auf dem Schlachtfeld, Marschall Gramont, schreibt in seinen Memoiren:

„Aber Mercy, der die Affäre von Heilbronn so gut gelöst hatte, besaß nicht weniger Scharfblick auch die von Schwäbisch Hall vorherzusehen. Mit größtmöglicher Eile war er vor uns da, und deckte diesen Ort. Dies veranlasst mich von einer ganz und gar einmaligen Sache zu sprechen und von der Überlegenheit dieses Generals. Während der ganzen Dauer der zwei langen Feldzüge, die der Herzog von Anguien, der Marschall von Gramont und der Marschall von Turenne gegen ihn führten, haben sie nie etwas in ihrem Kriegsrat beschlossen, das zum Vorteil für die Waffen des Königs und in der Konsequenz schädlich für die des Kaisers sein konnte, die Mercy nicht erraten und selbst vorhergesehen hätte, als sei er mit ihnen der Vierte im Kriegsrat gewesen oder als hätten sie ihm über ihre Absicht eine vertrauliche Mitteilung gemacht. Es muss zugegeben werden, dass die Quelle, aus der solche Generale kommen seit langer Zeit versiegt ist und diejenigen, die ich im Krieg gekannt habe, hatten einen weniger ausgeprägten Scharfblick und eine begrenztere Intelligenz.“

Prinz Condé äußerte sich wie folgt:

„In den zwei Feldzügen (1644 und 1645), in denen ich gegen Mercy gefochten, hat dieser nicht einen Schritt getan, der nicht das Gepräge der höchsten Fähigkeit an sich getragen hätte. Er hat meine Entwürfe stets so genau vorausgewusst, als wäre er ein Mitglied meines Kriegsrats gewesen.“

Mit hervorragendem Blick verstand er es, jedes Gelände zu seinem Vorteil zu nutzen, was sich besonders augenfällig bei den Stellungen von Dürrwangen und Alerheim zeigt, und die Massen wirksam zu verteilen. Er hielt sich nicht starr an die bisher übliche Taktik, sondern verbesserte den Waffendienst nach den neuesten Grundsätzen seiner Zeit. Das Fußvolk teilte er in Bataillone, um es beweglicher zu machen. Mercy verminderte die Anzahl der Pikeniere und stellte die Schwadronen nur mehr drei Glieder tief. Die Artillerie machte er beweglicher und begann die Waffengattungen zu gegenseitiger Unterstützung zu verbinden. Er wich ab von der bisher üblichen Schlachtordnung, bei der das Zentrum nur aus Fußvolk und die Flügel aus Reiterei bestanden. Das jeweilige Gelände war für die Schlachtordnung, die er wählte, entscheidend. Seine Operationen hatten eine einheitliche Linie und halten auch neueren kritischen Beurteilungen stand. Bei alledem war er ein gläubiger Christ, der für seine Soldaten sorgte. Besonders die Verpflegung überwachte er persönlich und stellte gelegentliche Mängel schnellstmöglich ab.

## Erinnerung und Gedenken

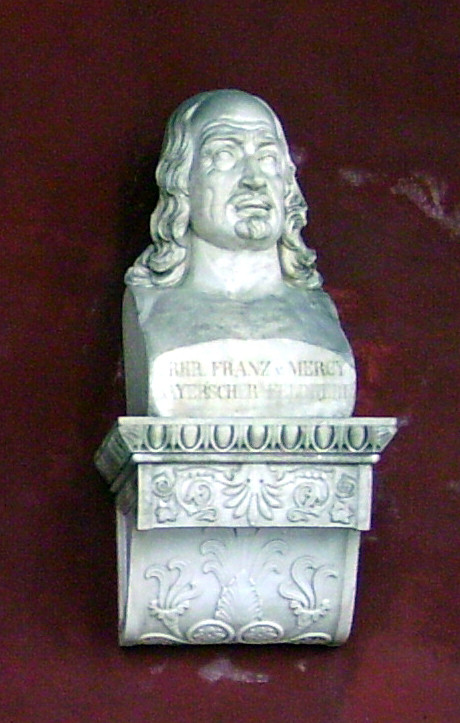
Büste des Franz v. Mercy in der Ruhmeshalle in München

Auf Anordnung Kurfürst Maximilians wurde Mercy am 4. September 1645 in der Moritzkirche zu Ingolstadt beigesetzt. Im Sterberegister der zuständigen Pfarrei findet sich der Eintrag in lateinischer Sprache:

“4. Septembris 1645 In parochiali ecclesia nostra Mauritiana cum solemni pompa funebri Sepultus est Perrilustris ac Generosus Dominus Franciscus L. B. de Mercy, Dominus in Mandre et Collenburg, Generalis campi Mareschalcus et Ingolstadianae urbis Praefectus, qui tertio die Augusti in proelio gloriosus miles occubuit.”

„4. September 1645 In unserer Moritz-Pfarrkirche wurde mit einer feierlichen Leichenprozession der hochberühmte und edle Herr Franz Freiherr von Mercy, Herr zu Mandre und Collenberg, Generalfeldmarschall und Statthalter von Ingolstadt bestattet, der am 3. August in der Schlacht als ruhmvoller Offizier gefallen ist.“

In dieser Kirche befindet sich auf der Epistelseite eine runde Bronzeplatte von 63,5 cm Durchmesser. Oben ist Mercys Wappen angebracht und darunter die Inschrift:

„Alhier liegt begraben Weiland der hochwolgeborene Herr Frantz
Frey Herr von Merci, her zu Mandre und Collenberg, gewester Röm. Kais. May.
auch Churfürstl. Drch. in Bairn respective Camerer, Kriegs Raht General Feld
marschallk, bestellter obrister und Stathalter zu Ingolstadt welcher im
drefen bei alern onfern nerdlingen mitt einer Kugel durchschossen
und sein Leben vor dem feindt den 3. August 1645
ritterlich gelassen, dessen seel Gott gnedig und barm
herzig sein wölle: seins Alters im 48.
Jahr.“

Das Grab befindet sich im Chor der Kirche und war mit einer kleinen Steinplatte gekennzeichnet. Sie wurde im Zweiten Weltkrieg zerstört und nicht ersetzt. Vorher trug sie die Inschrift:

„Franciscus Lib. Baro de Mercy
obiit 3. Aug. 1645“

An der Stelle seines Todes in Alerheim wurde ein Stein mit der Inschrift STA VIATOR HEROEM CALCAS (Stehe Wanderer, du besuchst einen Helden!) errichtet, angeblich auf Veranlassung von Condé. Zwischen 1881 und 1884 wurde er vom damaligen Eigentümer des Anwesens zerschlagen und in seine Gartenmauer eingebaut. Eine lesbare Inschrift trug er damals wohl nicht mehr.
1970 wurde wieder ein Gedenkstein mit dem gleichen lateinischen Text und folgendem Zusatz errichtet:

„AN DIESER STELLE FIEL

AM 3. AUGUST 1645 IM
BLUTIGEN TREFFEN BEI

ALERHEIM DER CHUR-

BAIERISCHE FELDMAR-

SCHALL FRANZ FREI-

HERR VON MERCY. MIT

IHM STARBEN 8 000 MANN.“

Eine Büste des Freiherrn von Mercy wurde in der Ruhmeshalle in München aufgestellt. Die Büste ist ein Werk des Bildhauers Ludwig Schaller. Als Vorlage diente die oben wiedergegebene Zeichnung aus dem Nachlass des Königs Ludwig I. von Bayern, die selbst auf ein wohl posthumes Ölporträt Mercys aus dem Besitz der Grafen von Argenteau zurückgeht. Ein weitgehend identisches Porträt findet sich in der Sammlung des Comte d’Oultremont und ein weiteres, ebenfalls sehr ähnliches Ölgemälde im Fuggerschloss in Kirchheim.
Eine Mercystraße gibt es in Ingolstadt und in Freiburg im Breisgau, außerdem ist die Rue Mercy in seiner Geburtsstadt Longwy nach ihm benannt.